# 刺狼栉蛛
刺狼栉蛛（学名：Zora spinimana）为狼栉蛛科狼栉蛛属的动物。分布于古北区以及中国大陆的吉林、新疆等地，多生活于草丛。该物种的模式产地在欧洲。